# Kashan
För andra betydelser, se Kashan (olika betydelser).
Kashan uttal (fil) (persiska: کاشان) är en stad i provinsen Esfahan i Iran. Den har omkring 300 000 invånare.